# Enchelycore kamara
Enchelycore kamara es una especie de pez de la familia de los morénidas en el orden de los Anguilliformes.

## Morfología
Los machos pueden llegar a alcanzar los 53 cm de longitud total.

## Distribución geográfica
Se encuentran en Palau, Guam e Islas de la Línea.